# Тирана
Тира́на (алб. Tiranë, Tirana) — столиця та найбільше місто Республіки Албанія, адміністративний центр області Тирана. Утворює одну з 12 самостійних адміністративних одиниць (областей) Албанії. Найважливіший економічний, фінансовий, політичний і торговий центр Албанії.
Населення — 557 422 особи (2011).
Молодіжна столиця Європи 2022 року із запланованою програмою, яка включає заходи культурного та соціального значення.

## Історія

### Стародавня історія
Відкриття печери поблизу Тирани показує, що стародавня людська культура була в Албанії ще в епоху палеоліту. Регіон, який сьогодні відповідає території міста, безперервно був заселений із залізної доби. Ця територія була заселена іллірійцями і, швидше за все, була ядром Іллірійського королівства. Найстарішим відкриттям у міській зоні Тирани був римський будинок, який був перетворений на церкву.

### Середньовіччя
Тирана згадується у венеційських документах у 1418 році, через рік після завоювання цієї території Османами. Записи перших земельних реєстрацій під османами в 1431–1432 роках показують, що Тирана складалася з 60 населених пунктів із майже 2028 будинками та 7300 мешканцями. У 1510 році Марін Барлеті, албанський католицький священник і вчений, назвав цю територію невеликим селом, розрізняючи «Маленьку Тирану» та «Велику Тирану».

### Сучасна історія
У 1889 році в школах Тирани почали викладати албанську мову.
Під час Балканських воєн Тирана була тимчасово окупована сербською армією і брала участь у повстанні на чолі з Хаджі Камілі. У серпні 1916 року фахівцями австро-угорської армії була складена перша мапа міста. Після захоплення Сербією міста Дебара багато албанських жителів втекли до Туреччини, решта поїхала до Тирани. З тих, хто опинився в Стамбулі, частина їх мігрувала до Албанії, в основному до Тирани, де громада Дібрана становила важливу частину населення міста з 1920 року і протягом кількох років після цього. 8 лютого 1920 року Тирана була проголошена тимчасовою столицею Албанії, яка здобула незалежність у 1912 році. Місто набуло такого статусу назавжди 31 грудня 1925 року. У 1923 році австрійськими архітекторами був складений перший нормативний план міста. Центром Тирани був проєкт Флорестано Ді Фаусто і Армандо Бразіні, відомих в Італії архітекторів періоду Муссоліні. Бразіні заклав основу для сучасного облаштування міністерських будівель у центрі міста. План був перероблений албанськими, італійськими та австрійськими архітекторами.
Тирана була місцем підписання Тиранського пакту між фашистською Італією та Албанським королівством. Під час правління короля Зога багато мухаджирів емігрували до Тирани, що призвело до зростання населення столиці.
У 1939 році Тирана була захоплена нацистами. 17 листопада 1944 року місто було звільнено після запеклого бою між комуністами та німецькими військами. Зрештою нацисти відступили, і комуністи захопили владу.

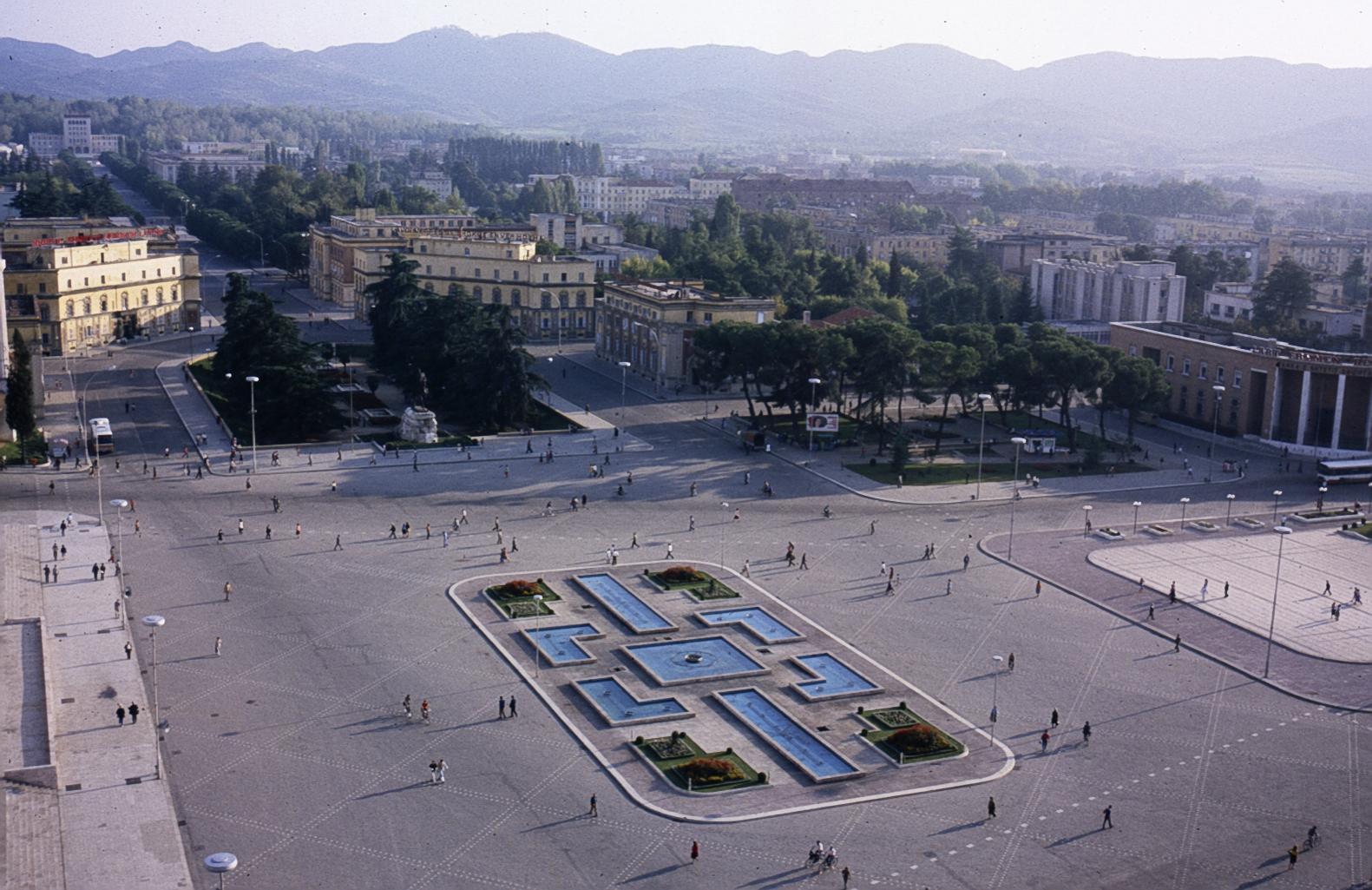
Площа Скандербега в 1988 році за два роки до падіння комунізму в Албанії

З 1944 по 1991 роки були побудовані масивні житлові комплекси та фабрики в соціалістичному стилі. Наприклад, колишній Старий базар Тирани та православний собор були зрівняні з землею, щоб побудувати Палац культури в радянському стилі. Північну частину головного бульвару перейменували на бульвар Сталіна, а його пам'ятник встановлено на міській площі. Оскільки володіння приватними автомобілями було заборонено, масовий транспорт складався переважно з велосипедів, вантажівок та автобусів. Після смерті Енвера Ходжи в його пам'ять уряд побудував пірамідальний музей.
На початку 1990-х у місті відбулися значні демонстрації студентів Тиранського університету, які вимагали політичних свобод, починаючи з кампусу і закінчуючи площею Скандербега з поваленням статуї Енвера Ходжи. У політичному плані місто стало свідком низки подій. Столицю відвідували такі люди, як колишній держсекретар США Джеймс Бейкер та Папа Римський Іван Павло II.
Під час потрясінь на Балканах у середині 1990-х років місто пережило драматичні події, такі як розгортання заворушень 1997 року та невдалий державний переворот 14 вересня 1998 року.
У 1999 році, після Косовської війни, аеропорт Тирани став авіабазою НАТО, виконуючи свою місію в колишній Югославії.

## Географія і клімат

### Географія

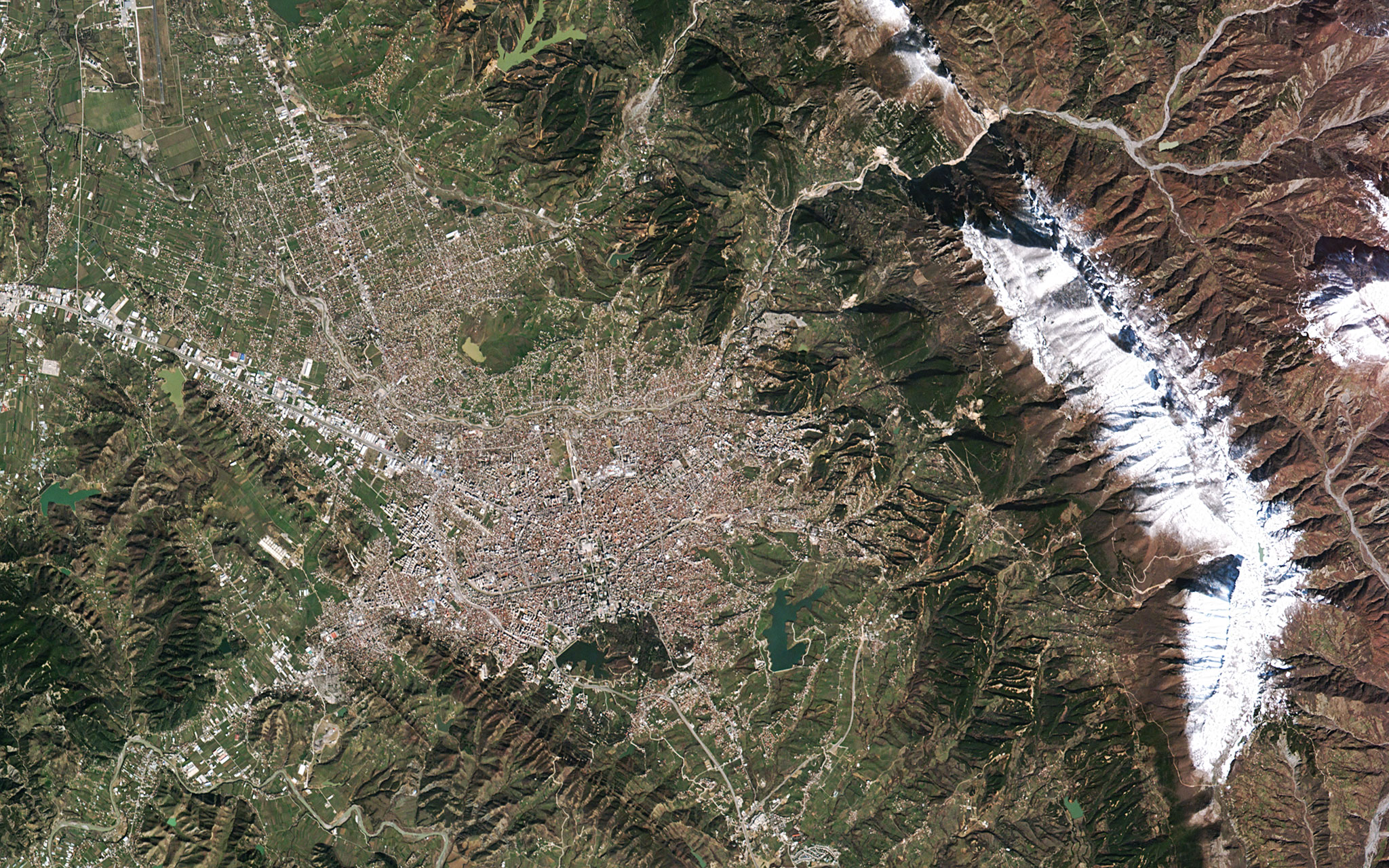
Супутниковий знімок, що ілюструє столичний район Тирани та засніжену гору Датті.

Розташована вздовж р. Ішмі у центральній частині Албанської рівнини за 40 км від Адріатичного моря.
Середня висота міста над рівнем моря становить 110 метрів. Місто розміщене в оточенні пагорбів, на сході височіє гора Дайт, на північному заході відкривається вхід в невелику долину, через яку на відстані видно Адріатичне море.
Відстань по шосе від столиць сусідніх держав: 700 кілометрів на північ від Афін, 290 км на захід від Скоп'є, 250 км на південний схід від Приштини та 160 км на південь від Подгориці.
Через місто протікають річки Тирана і Лана. У Тирані створені чотири штучних озера: Тирана, Паскукані, Фарка, Туфіна і інші дрібніші водосховища. Навколо озера Тирана розташований Гранд-парк з ботанічним садом і зоопарком.
Нинішній муніципалітет утворений в результаті реформи місцевого самоврядування 2015 року шляхом злиття колишніх муніципалітетів Балдушк, Бьоржітьо, Дайт, Фаркьо, Кашар, Крабьо, Ндрок, Петрела, Пезьо, Шенгьерг, Тирана, Вагарр, Залл-Бастар і Залл-Герр.

### Клімат
Тирана має вологий субтропічний клімат (Cfa) згідно з класифікацією клімату Кеппена з жарким і помірно сухим літом і прохолодною і вологою зимою. Місто лежить на кордоні між зонами 7 і 9 з точки зору зони морозостійкости.
Середня кількість опадів у Тирани становить близько 1266 міліметрів на рік. Більшість опадів у місті випадає в зимові місяці (з листопада по березень), і менше в літні місяці (з червня по вересень). За кількістю опадів, як дощу, так і снігу, місто входить до числа найвологіших міст на Європейському континенті.
Протягом року середня температура коливається від 6,7 °C в січні до 24 °C в липні. Місто отримує приблизно 2500 сонячних годин.
| Клімат Тирани                              | Клімат Тирани | Клімат Тирани | Клімат Тирани | Клімат Тирани | Клімат Тирани | Клімат Тирани | Клімат Тирани | Клімат Тирани | Клімат Тирани | Клімат Тирани | Клімат Тирани | Клімат Тирани | Клімат Тирани |
| Показник                                   | Січ.          | Лют.          | Бер.          | Квіт.         | Трав.         | Черв.         | Лип.          | Серп.         | Вер.          | Жовт.         | Лист.         | Груд.         | Рік           |
| Абсолютний максимум, °C                    | 21,3          | 28            | 30,3          | 32,6          | 35,9          | 39,7          | 42,2          | 41,4          | 39,7          | 36,1          | 31,3          | 22,5          | 42,2          |
| Середній максимум, °C                      | 11,6          | 12,9          | 15,6          | 19            | 23,8          | 27,7          | 30,7          | 30,7          | 27,3          | 21,8          | 17,1          | 13            | 21            |
| Середня температура, °C                    | 6,7           | 7,8           | 10            | 13,4          | 18            | 21,6          | 24            | 23,8          | 20,7          | 16            | 11,7          | 8,1           | 15,2          |
| Середній мінімум, °C                       | 1,8           | 2,6           | 4,5           | 7,9           | 12,1          | 15,6          | 17,2          | 16,9          | 14,1          | 10,1          | 6,3           | 3,2           | 9,4           |
| Абсолютний мінімум, °C                     | −10,4         | −9,4          | −7            | −1            | 2,5           | 5,6           | 4,2           | 10            | 3,8           | −1,3          | −4,3          | −6,9          | −10,4         |
| Середня кількість сонячних годин на місяць | 124           | 125           | 165           | 191           | 263           | 298           | 354           | 327           | 264           | 218           | 127           | 88            | 2544          |
| Норма опадів, мм                           | 143           | 132           | 115           | 104           | 103           | 68            | 42            | 46            | 78            | 114           | 172           | 148           | 1266          |
| Днів з опадами                             | 13            | 13            | 14            | 13            | 12            | 7             | 5             | 4             | 6             | 9             | 16            | 16            | 128           |
| ------------------------------------------ | ------------- | ------------- | ------------- | ------------- | ------------- | ------------- | ------------- | ------------- | ------------- | ------------- | ------------- | ------------- | ------------- |
| Джерело: Wetter.de                         |               |               |               |               |               |               |               |               |               |               |               |               |               |

#### Екологія
У вересні 2015 року Тирана організувала свій перший день без автомобілів, об’єднавши зусилля з численними містами по всьому світу для боротьби з наявною проблемою забруднення повітря в містах. Ця ініціатива призвела до значного зниження рівня забруднення повітря та шуму, що спонукало муніципалітет організовувати день без транспортних засобів щомісяця. З 1 січня 2019 року уряд ввів заборону на імпорт вживаних транспортних засобів, виготовлених до 2005 року, щоб обмежити забруднення навколишнього середовища, заохотити купувати нові автомобілі у сертифікованих вітчизняних дилерських центрів та підвищити загальну безпеку дорожнього руху. Іншим джерелом забруднення є PM10 та PM2,5 вдихувані тверді частки та гази NO2 внаслідок швидкого зростання будівництва нових будівель та розширення дорожньої інфраструктури. Неочищені тверді побутові відходи є в місті та на околицях. Крім того, були скарги на надмірне шумове забруднення. Незважаючи на проблеми, Великий парк біля Штучного озера має певний вплив на поглинання викидів CO2, а навколо тротуарів висаджено понад 2000 дерев.

## Населення
Тирана — найгустонаселеніше місто в Албанії і одне з найбільших на Балканському півострові. Всього в столичній агломерації більш 800 000 жителів. Місто є домівкою для багатьох етнічних груп з усього Балканського півострова. Близько 630 203 осіб (84,10 % населення) становлять албанці, 2 596 (0,35 %) — греки, 856 (0,11 %) — арумуни, 513 (0,07 %) — македонці, 198 (0,03 %) — італійці, 1 042 (0.14 %) не повідомили про свою етнічну приналежність.
За переписом 2011 року в міських районах округу живе 526 017 осіб, в сільських районах (передмістя Тирани) — 223 348 осіб. Загалом, число жителів округу становить 749 365 осіб. Число жінок (378 778) трохи перевищує число чоловіків (370 587).
Мусульмани (включаючи бекташі) становлять приблизно 65 % населення Тирани. Близько 11 % населення — християни різних напрямів, 3 % — атеїсти, а 4 % ідентифікують себе як вірян, не вказуючи релігії, 15 % не відповіли на питання про віросповідання, що найімовірніше пов'язано з епохою комуністичного диктатора Енвера Ходжі, який намагався викорінити релігію в країні.

## Інфраструктура

### Столиця
Тирана є столицею Республіки Албанії, що відіграє важливу роль у формуванні політичного та економічного життя країни. Тут діють урядові функції та установи, за які відповідає уряд Албанії, як, наприклад, виконавча влада, юридична та законодавча гілки Албанії.
Президент та прем’єр-міністр Албанії офіційно проживають і працюють у Тирані. Тирана також є домом для національного Конституційного суду та Верховного суду. Важливими національними установами, розташованими в Тирані є Апеляційний суд та Адміністративний суд.
Банк Албанії розташований на площі Скандербега, а інші установи, такі як міністерства культури, оборони, освіти, фінансів, закордонних справ, охорони здоров'я, інфраструктури, внутрішніх справ, юстиції та туризму, розташовані в Тирани. Місто також є домом для всіх консульств і посольств в Албанії, що робить його важливим центром міжнародної дипломатії в країні.

## Освіта
- Тиранський університет (понад 14 000 студентів);
- Політехнічний університет Тирани (близько 10 000 студентів);
- Академія музики та мистецтв Албанії.

## Культура
- Національний театр опери та балету Албанії

### Музеї
- Національна галерея мистецтв Албанії;
- Національний історичний музей;
- Національний археологічний музей;
- Музей природничих наук.

## Спорт
- Футбольний клуб «Тирана» заснований 1920 року, виступає у Суперлізі Албанії. Домашня арена — стадіон Сельман Стармасі, вміщує 12 500 глядачів.
- Футбольний клуб «Партизані» заснований 1946 року, виступає у Другому дивізіоні. Домашня арена — стадіон Кемаль Стафа, вміщує 19 700 глядачів.

## Галерея

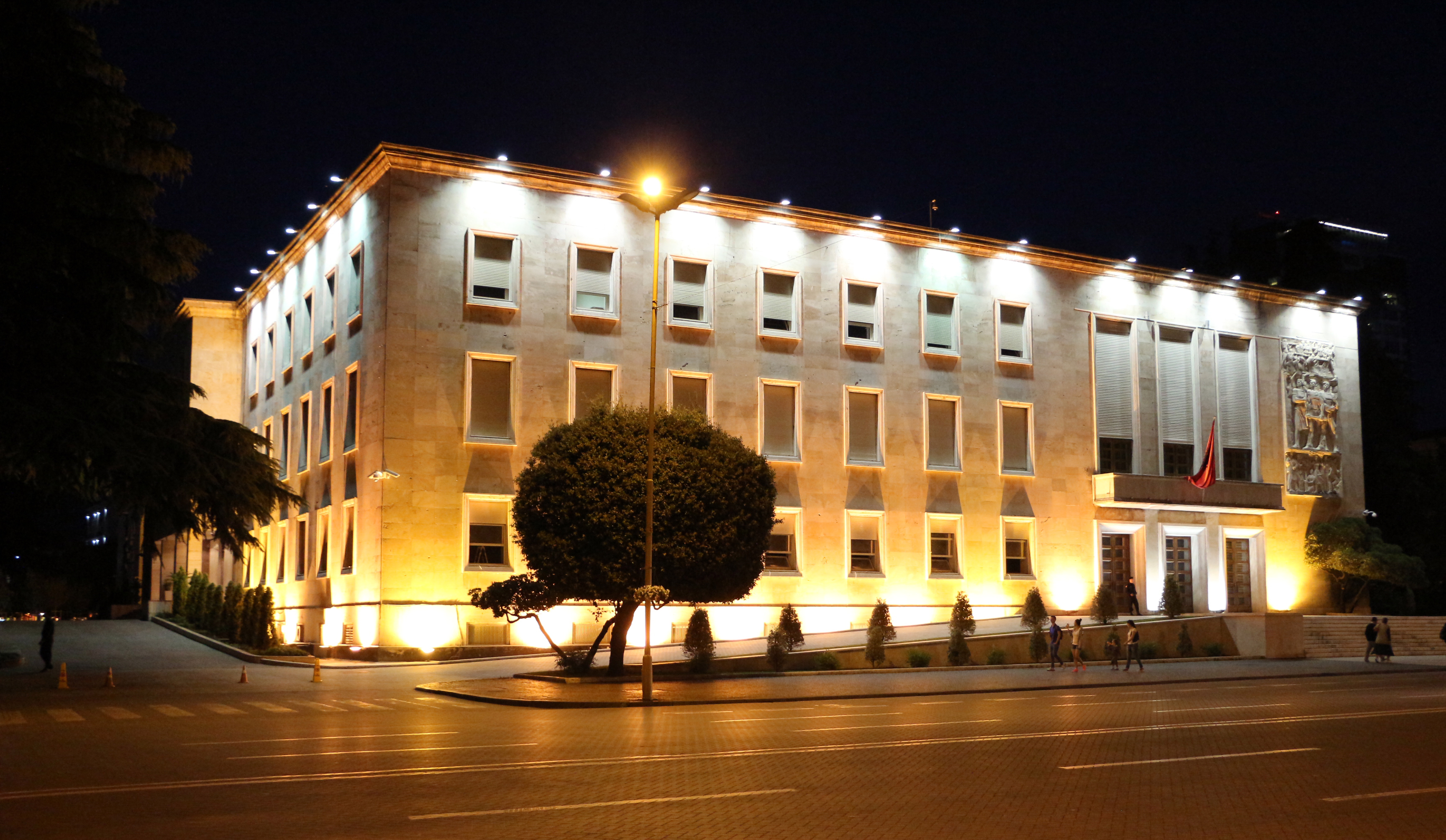
Офіс прем'єр-міністра Албанії
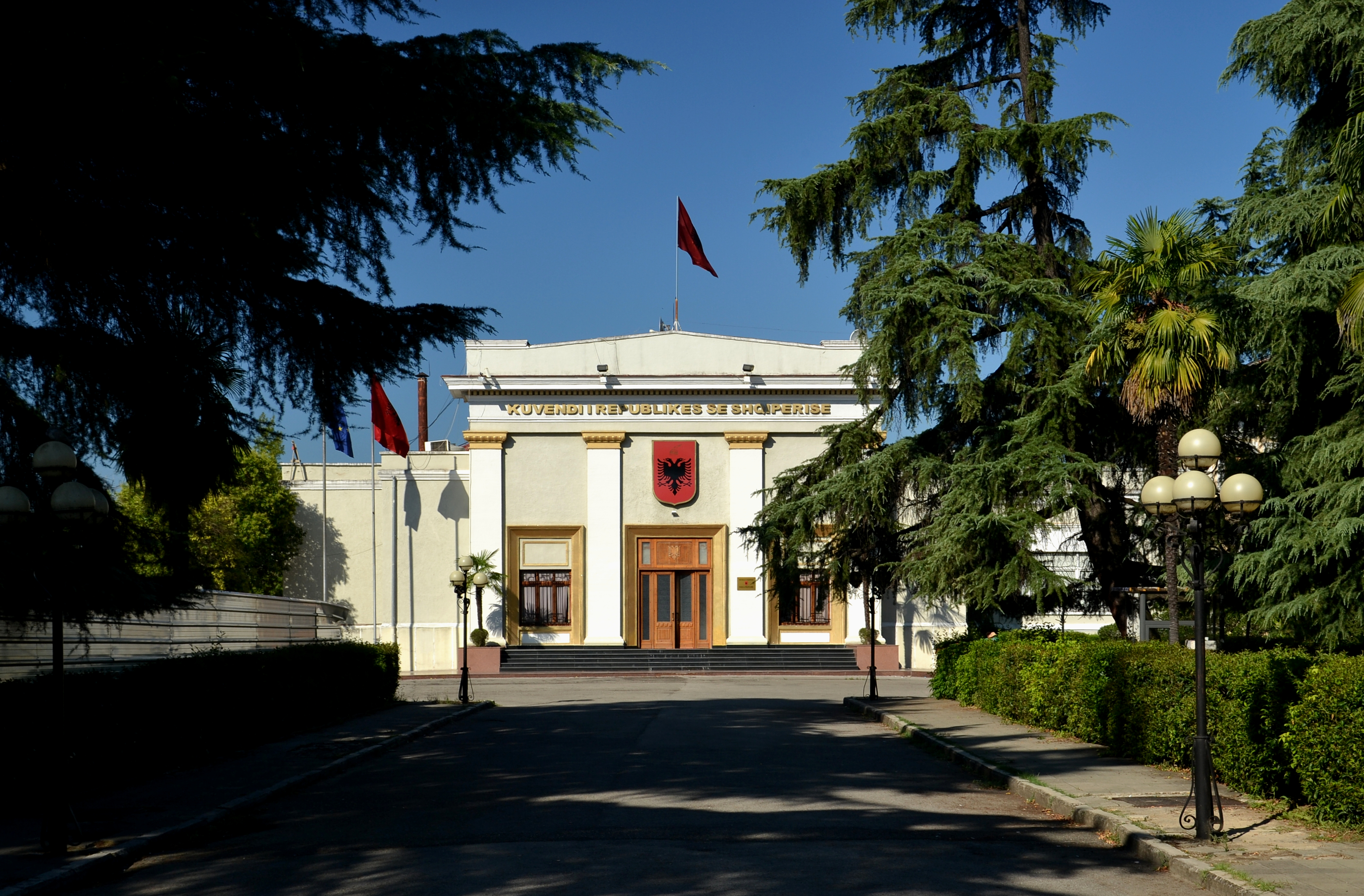
Будинок Народних зборів Албанії
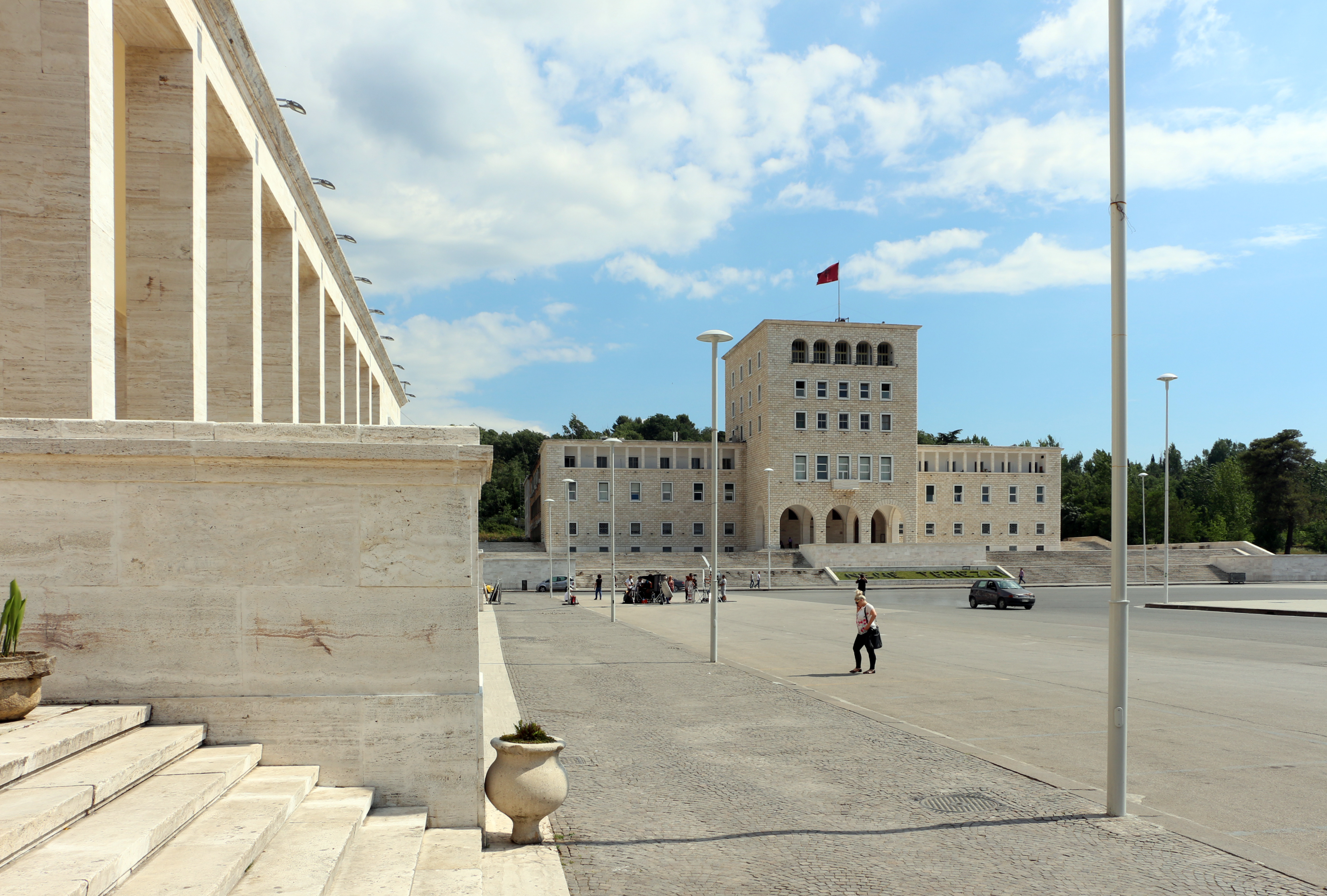
Тиранський університет
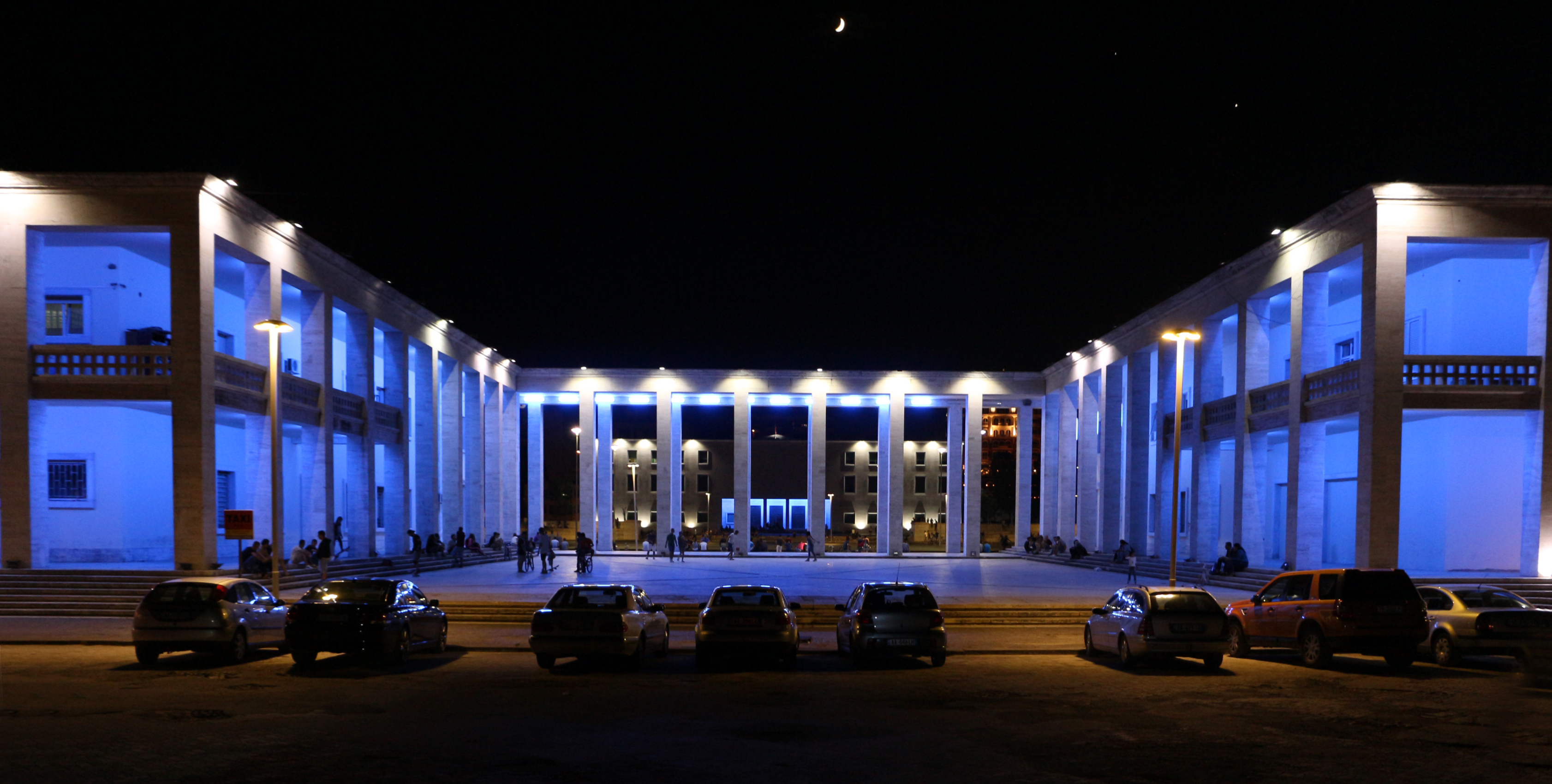
Національний археологічний музей
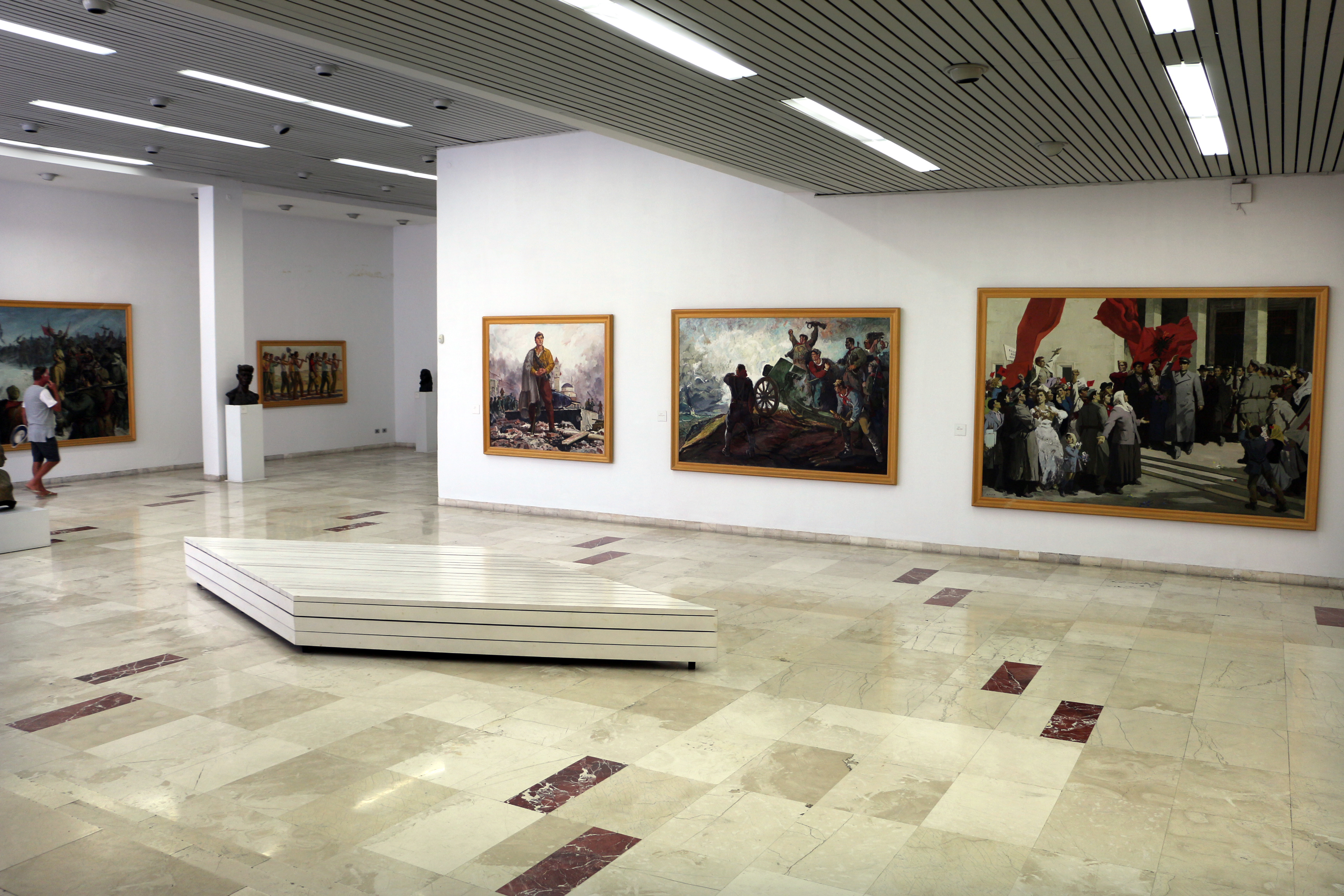
Національна галерея мистецтв Албанії
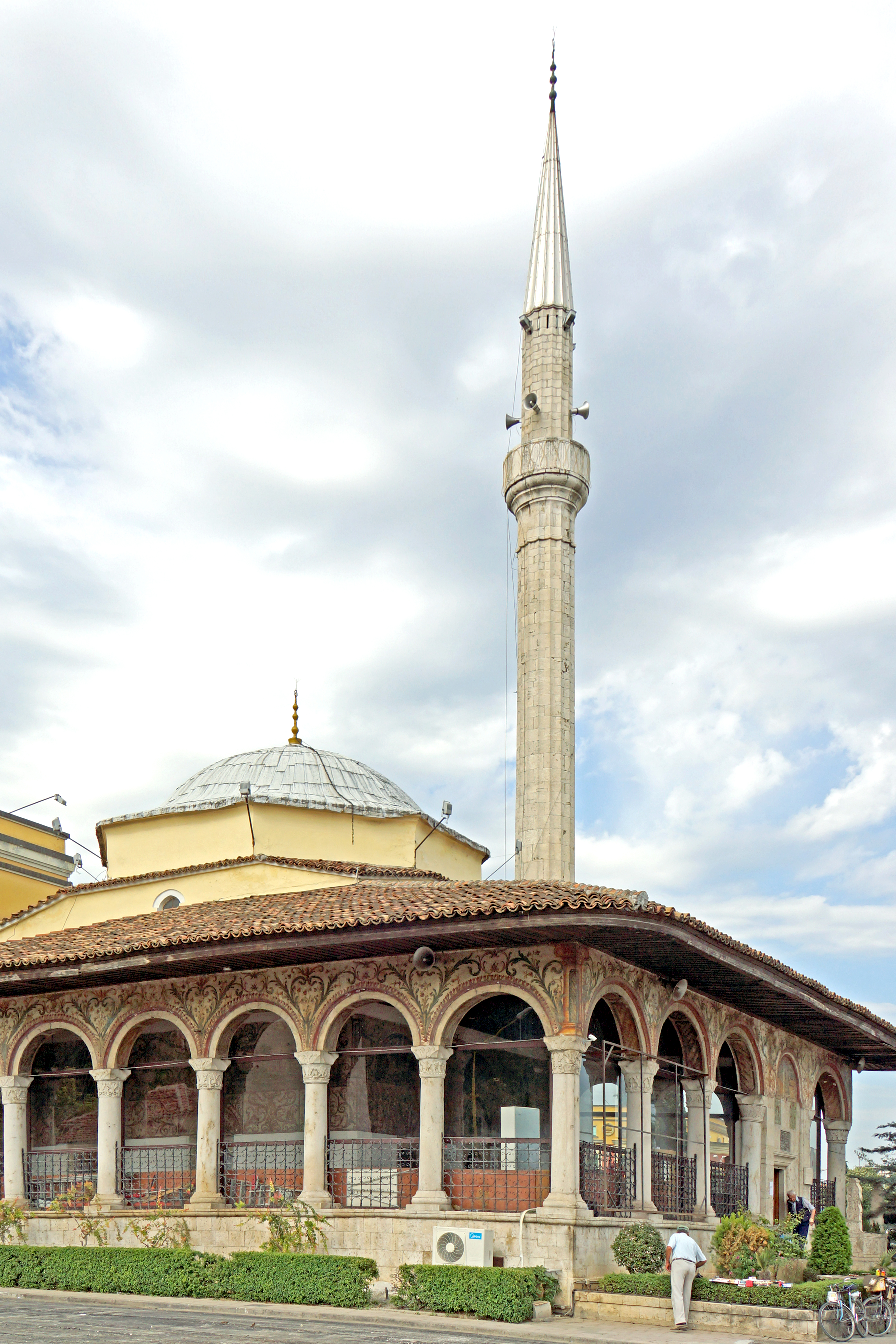
Мечеть Ефем-Бей
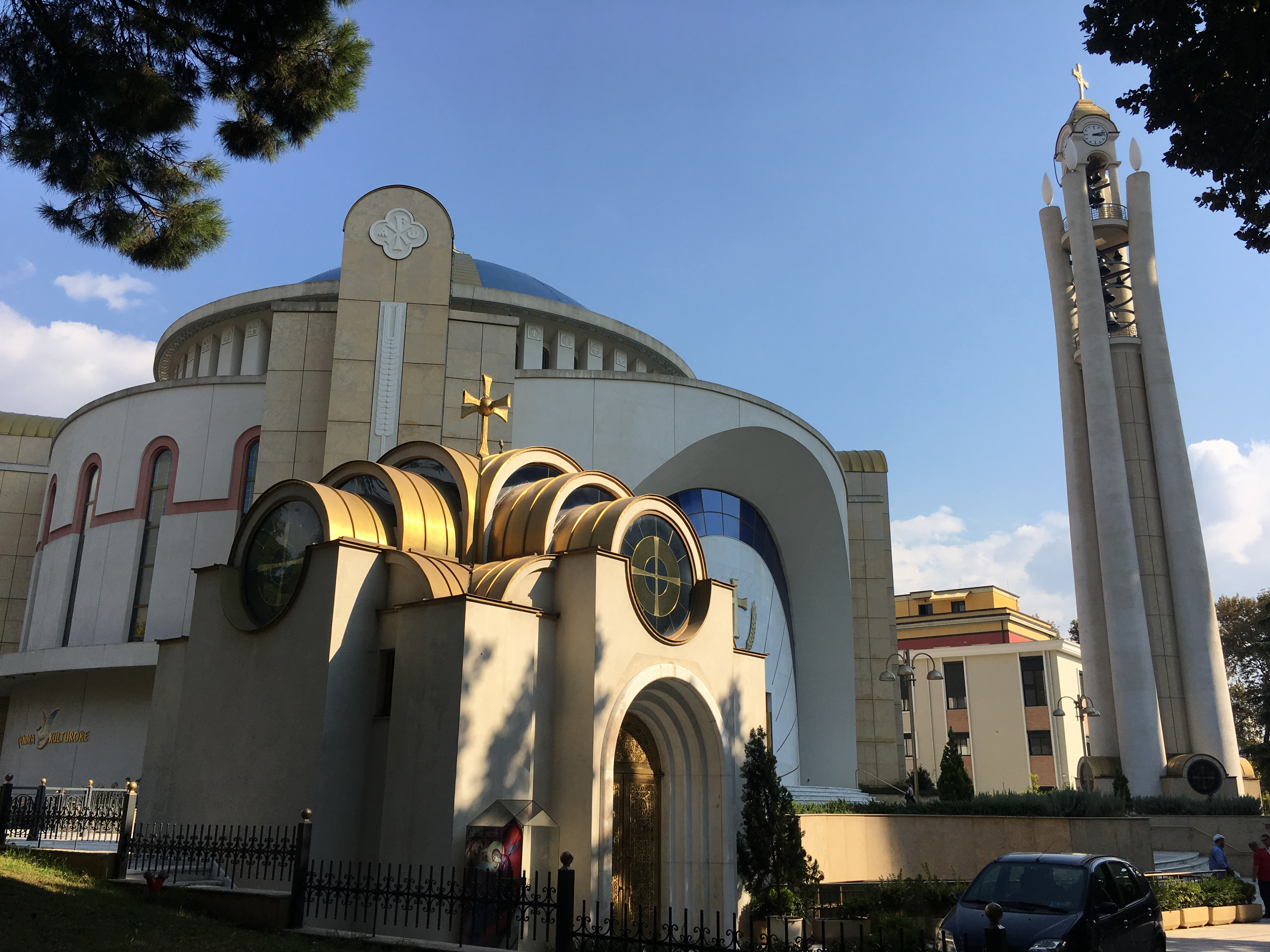
Кафедральний собор Албанської православної церкви
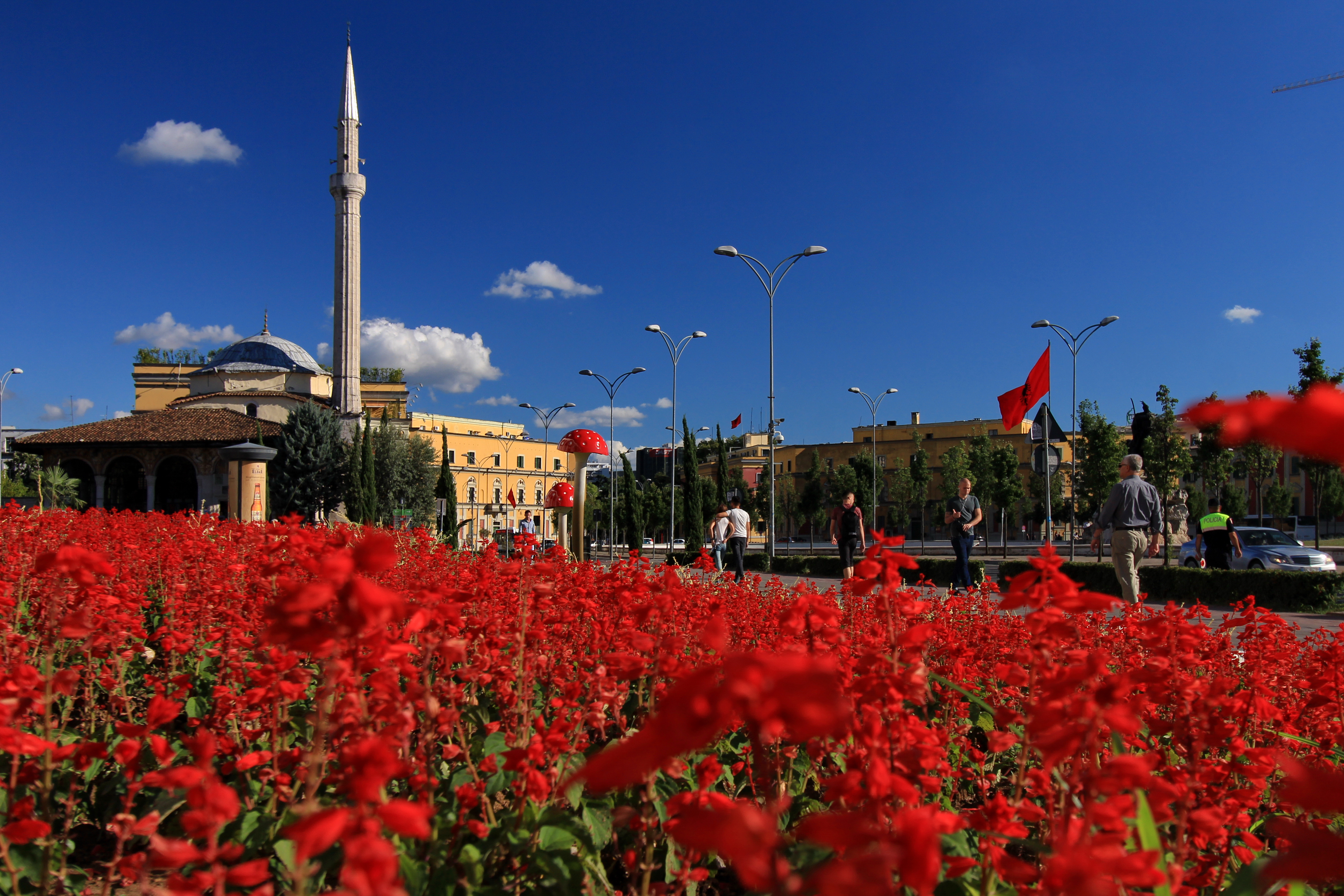
Площа Скандербега
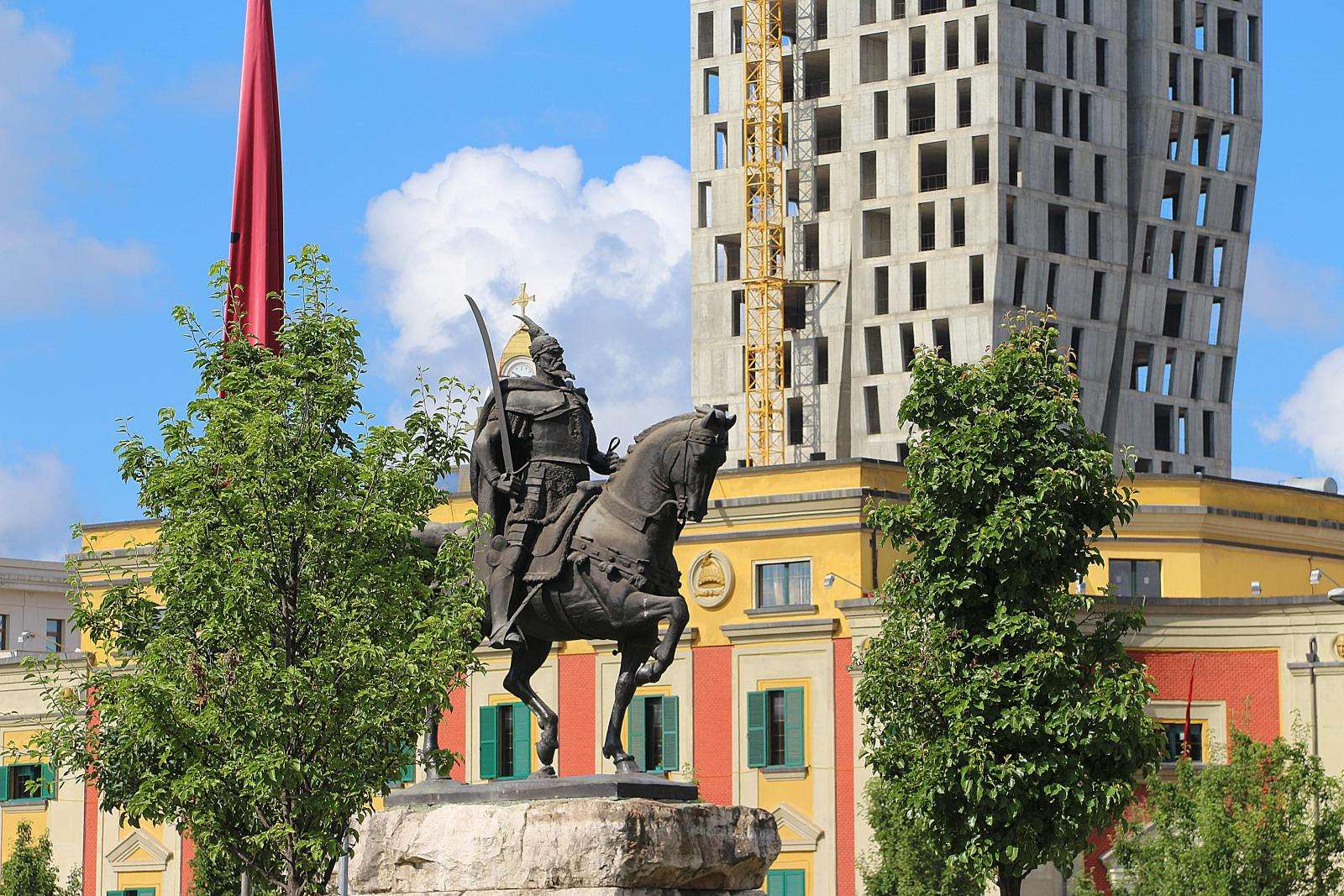
Монумент Скандербега
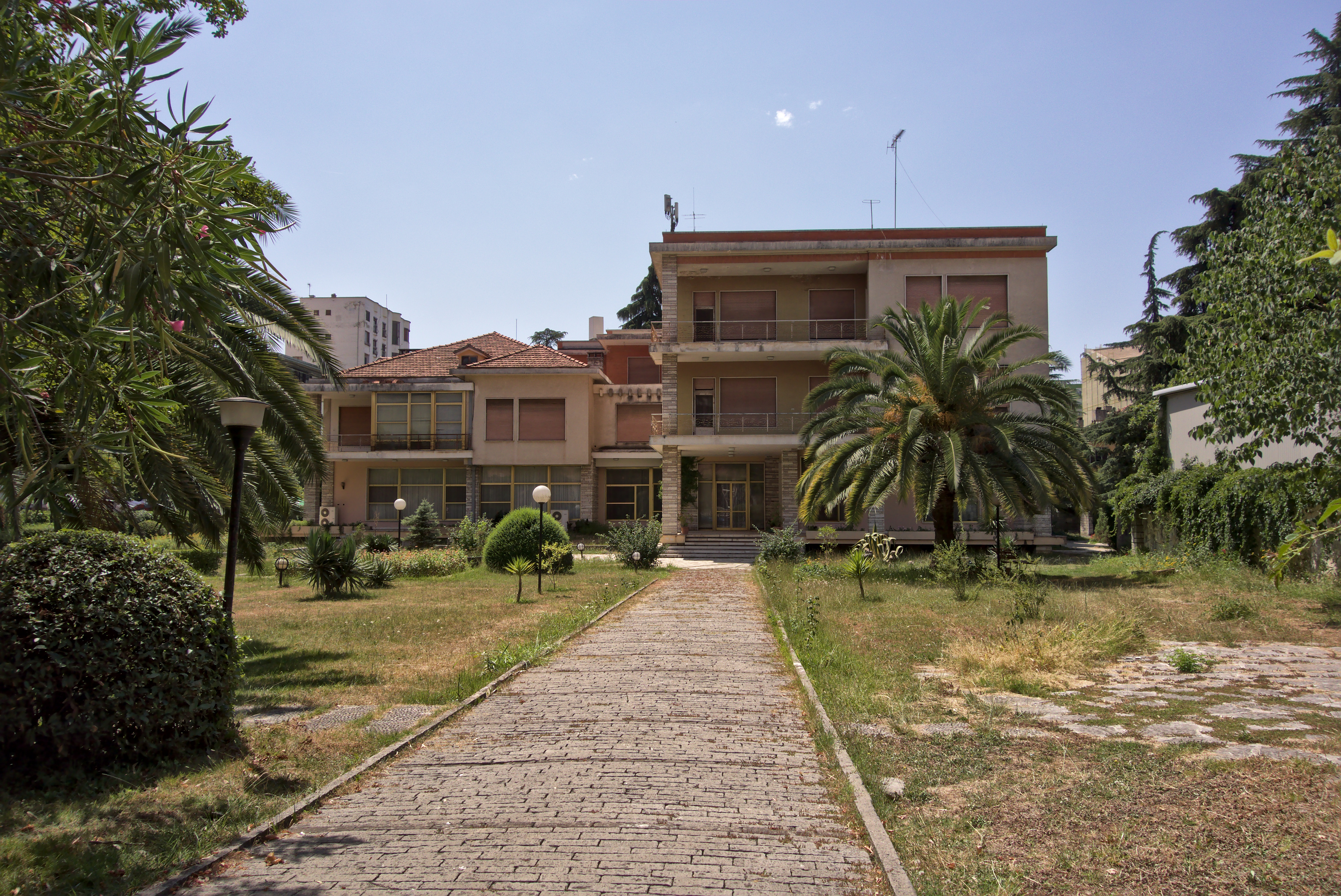
Колишня резиденція Енвера Ходжі
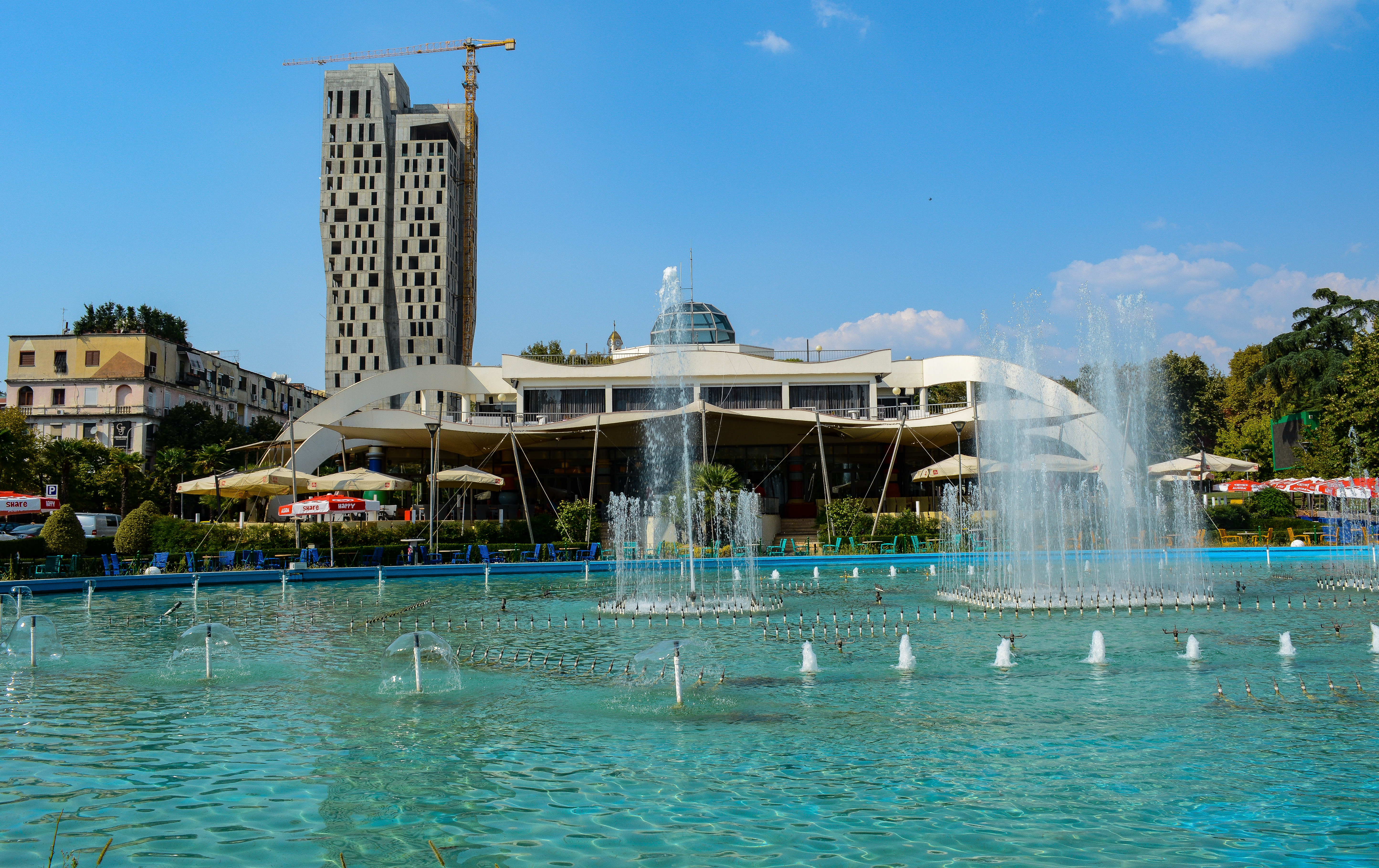
Ресторанний комплекс Тайвані-Центр
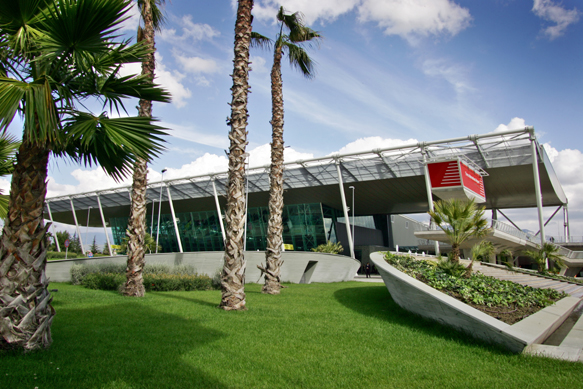
Міжнародний аеропорт Тирани
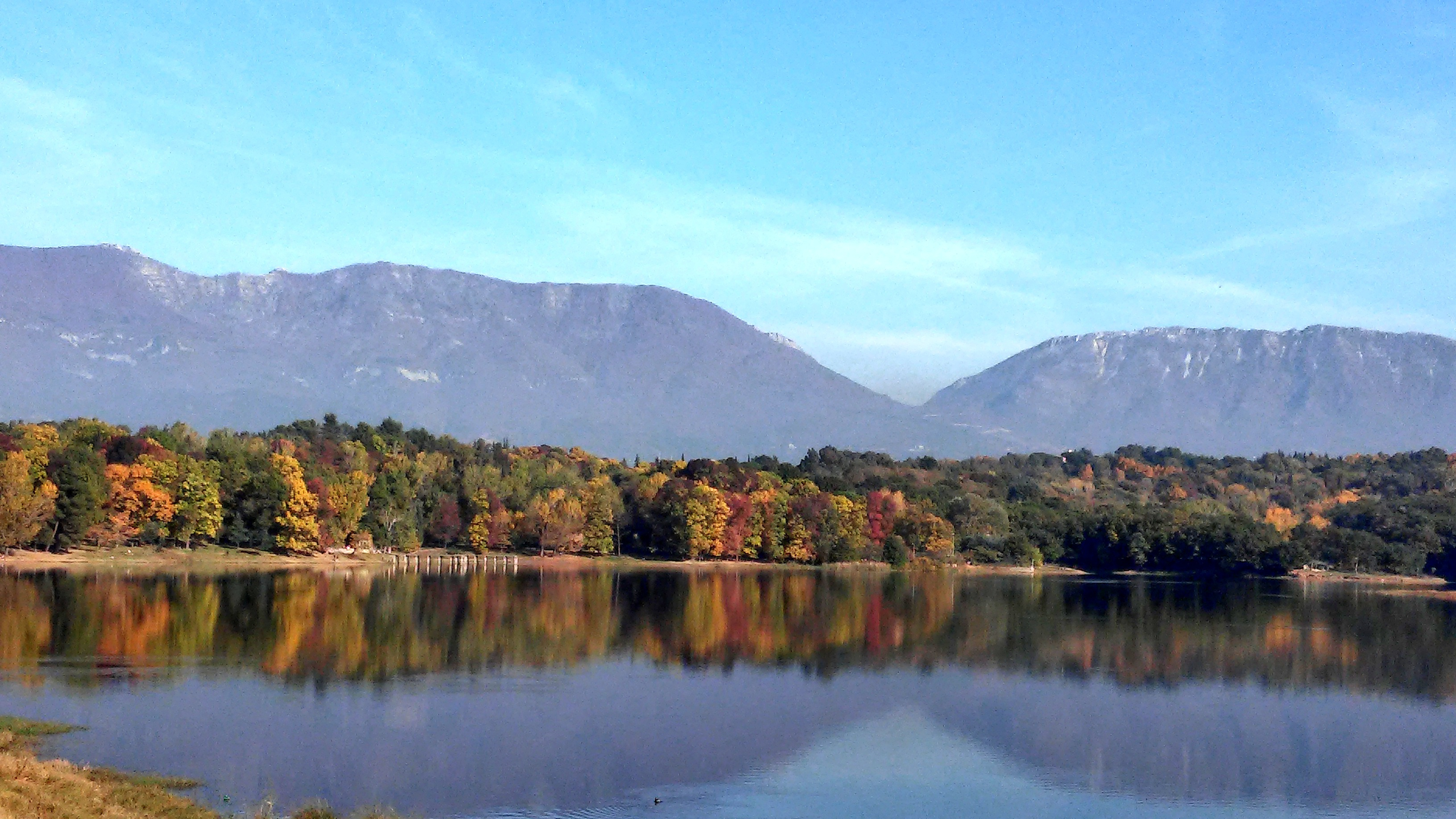
Озеро Тирана
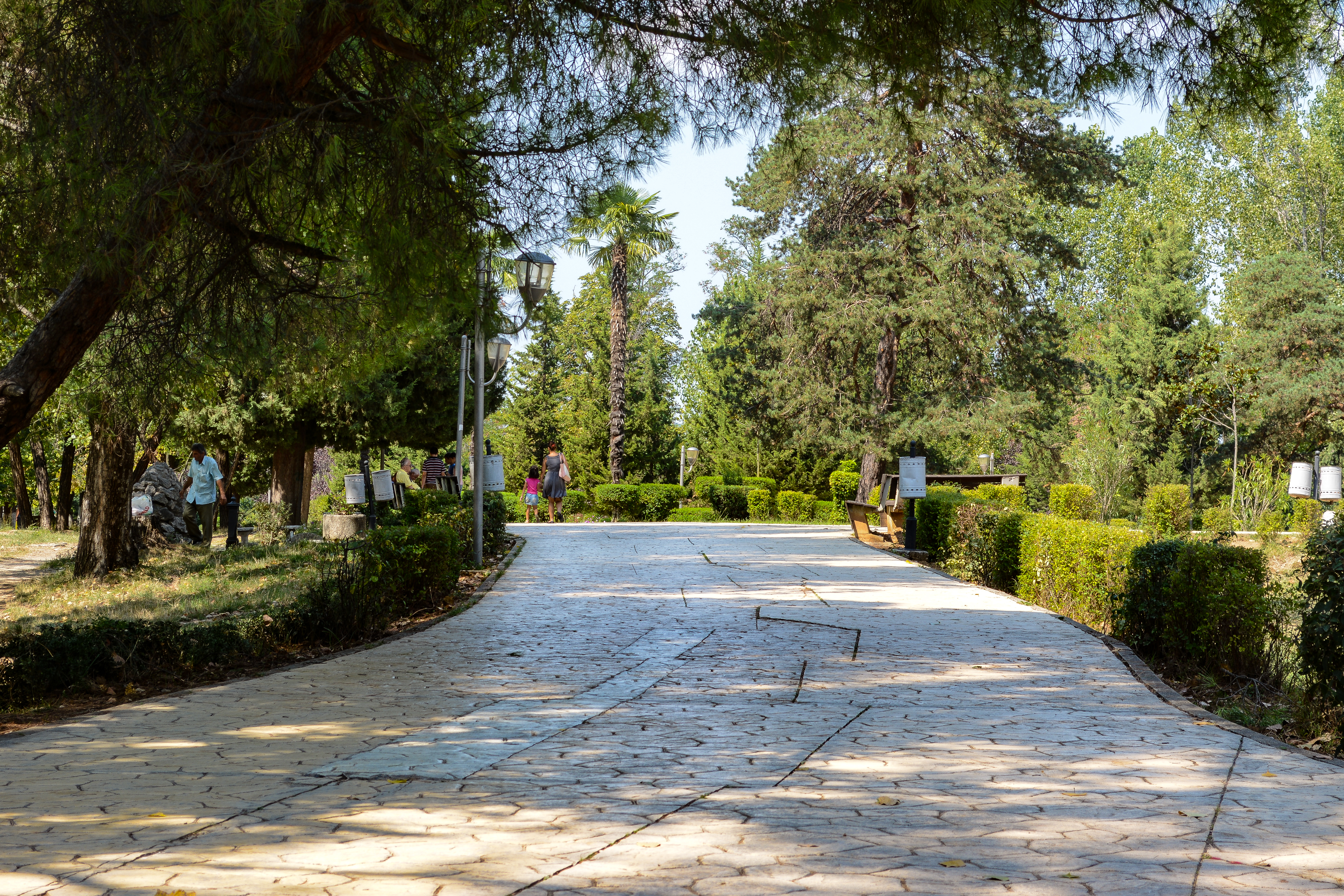
Гранд-Парк
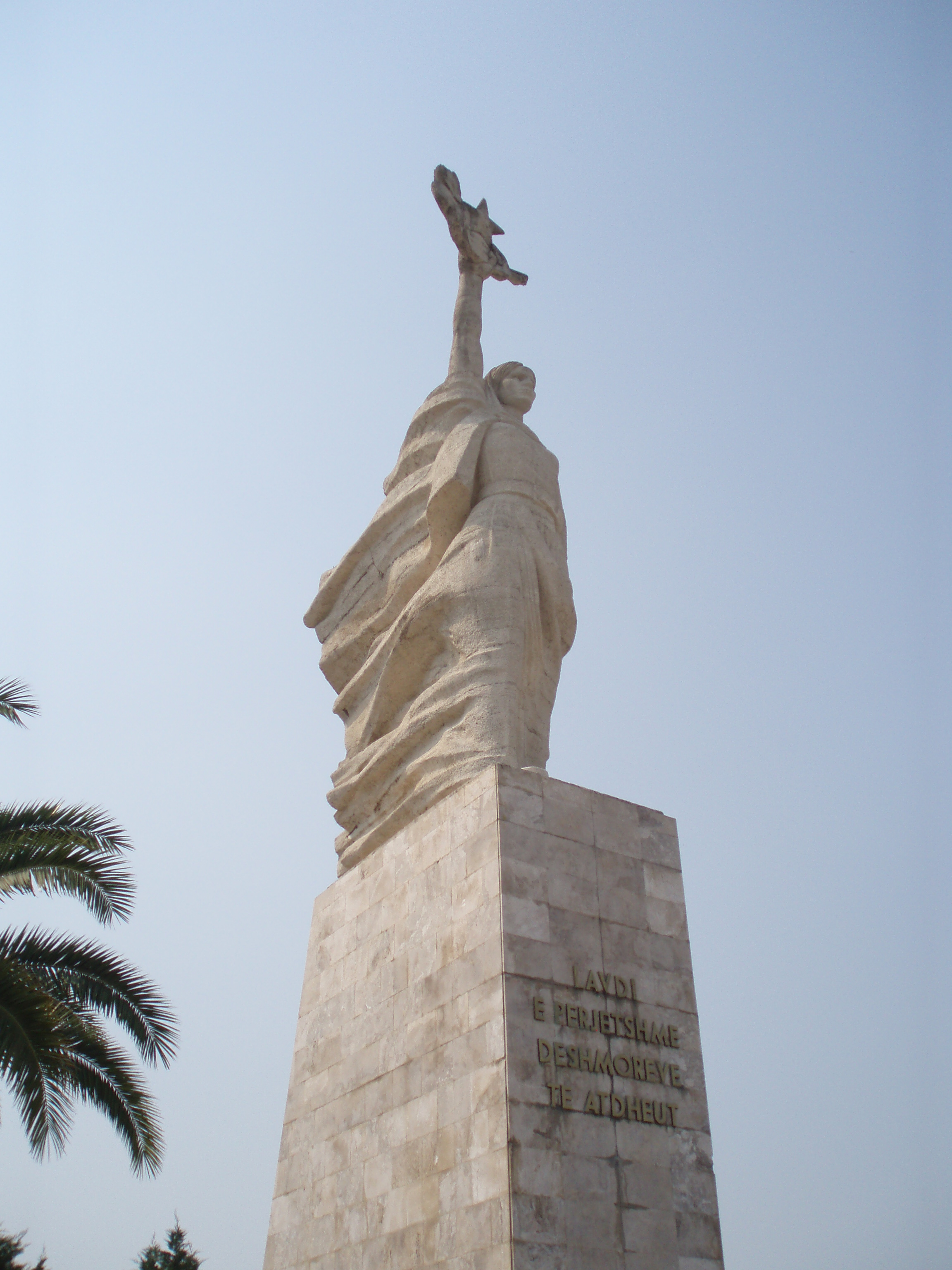
Мати Албанія
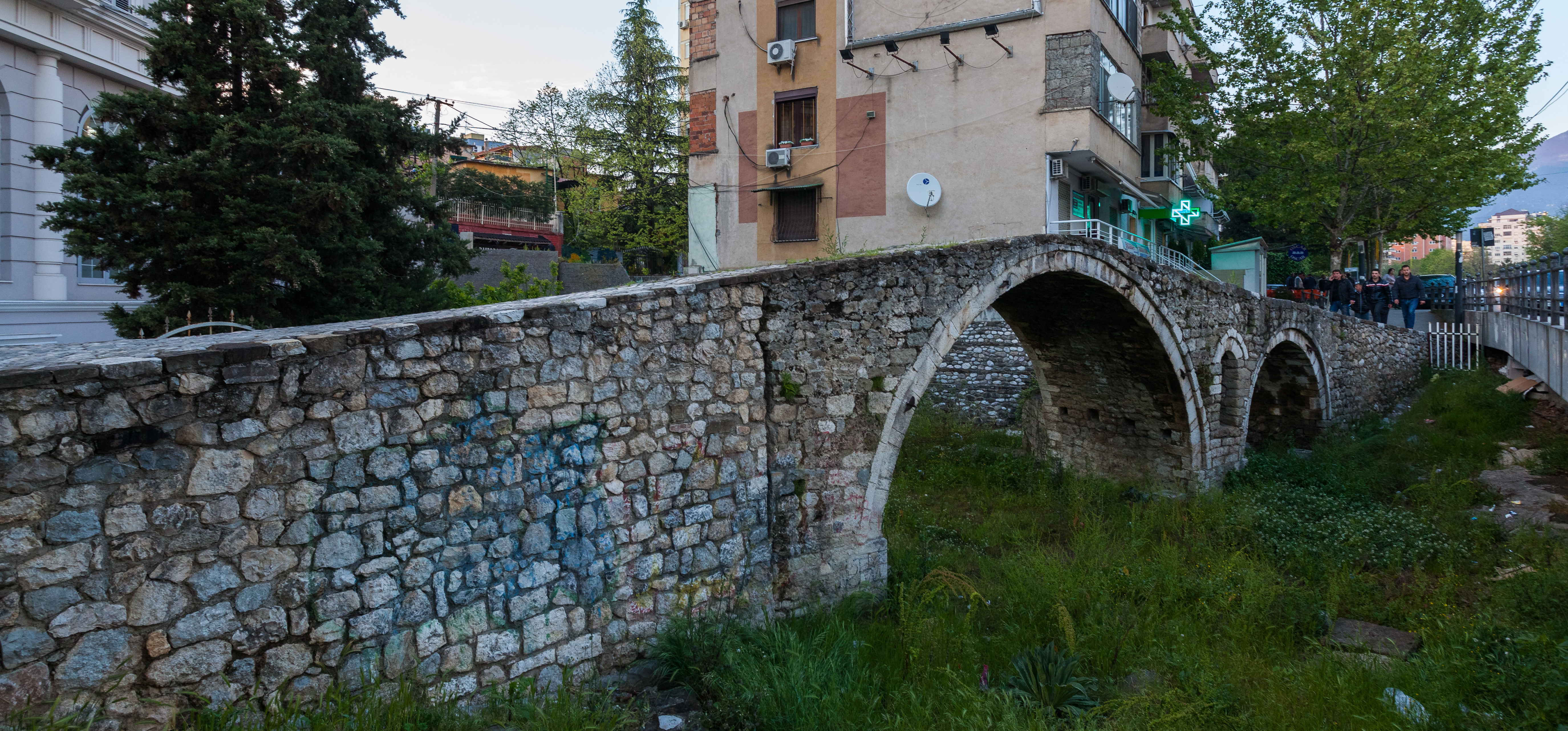
Міст кожум'як
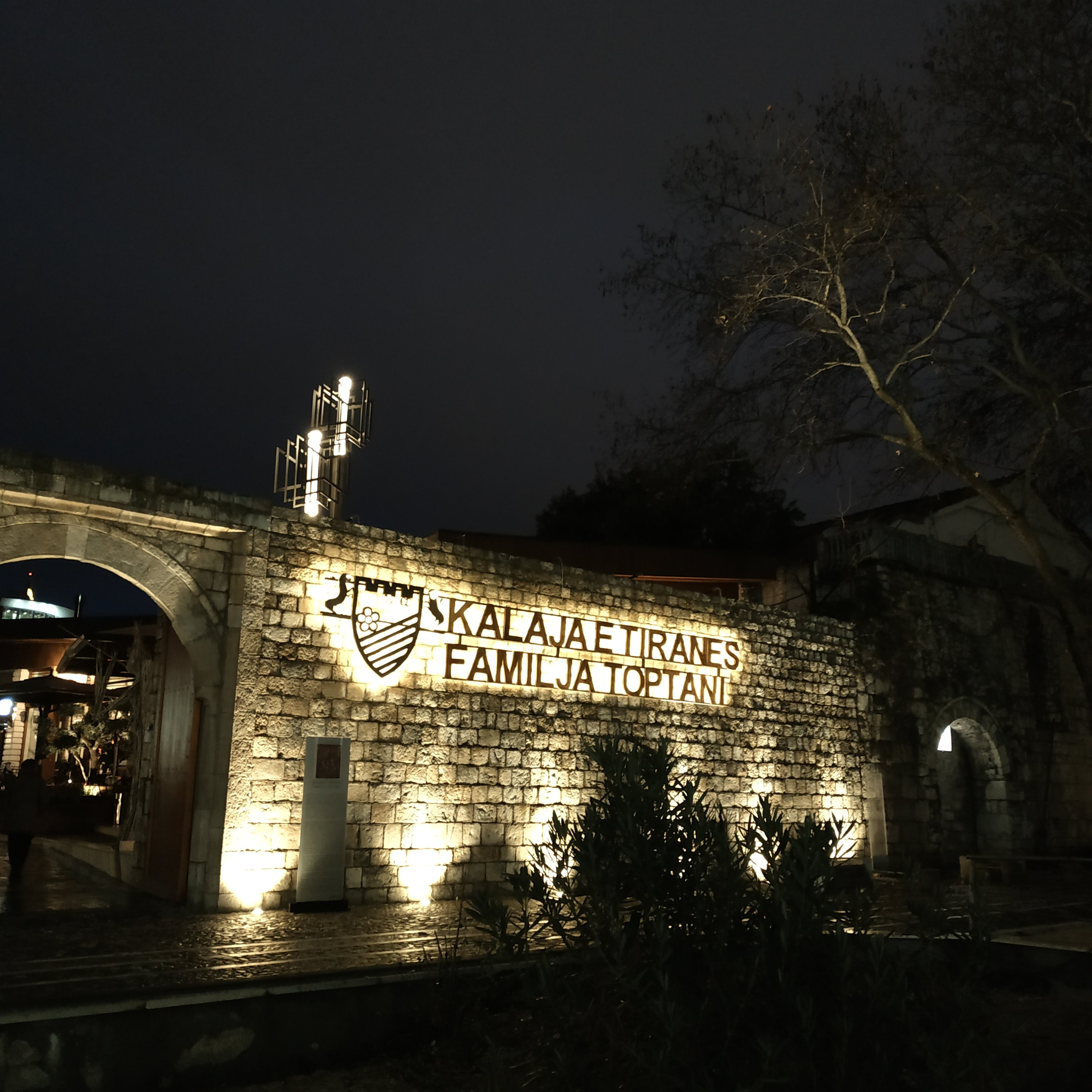
Тіранський замок
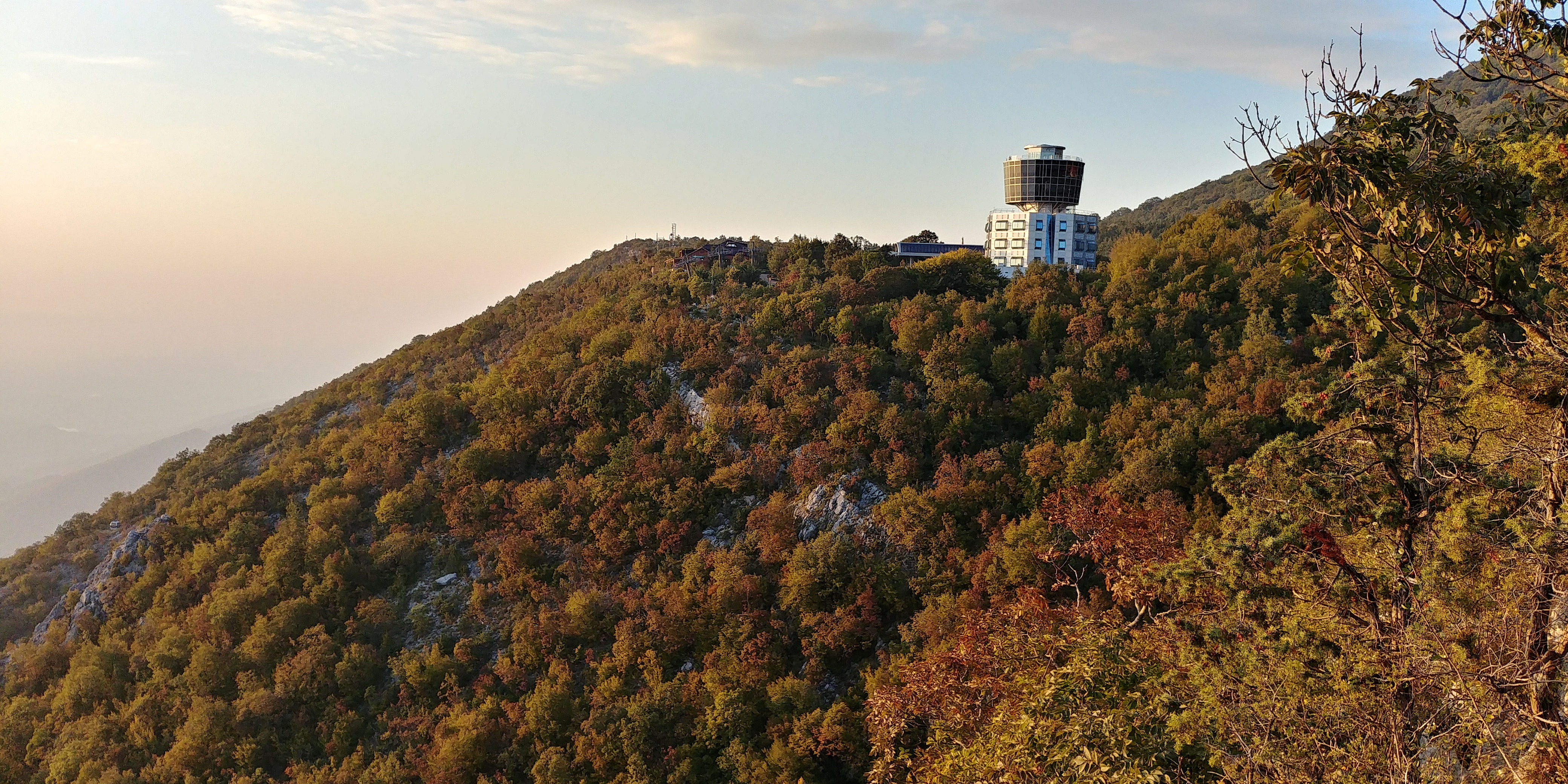
Канатна дорога на Дайт
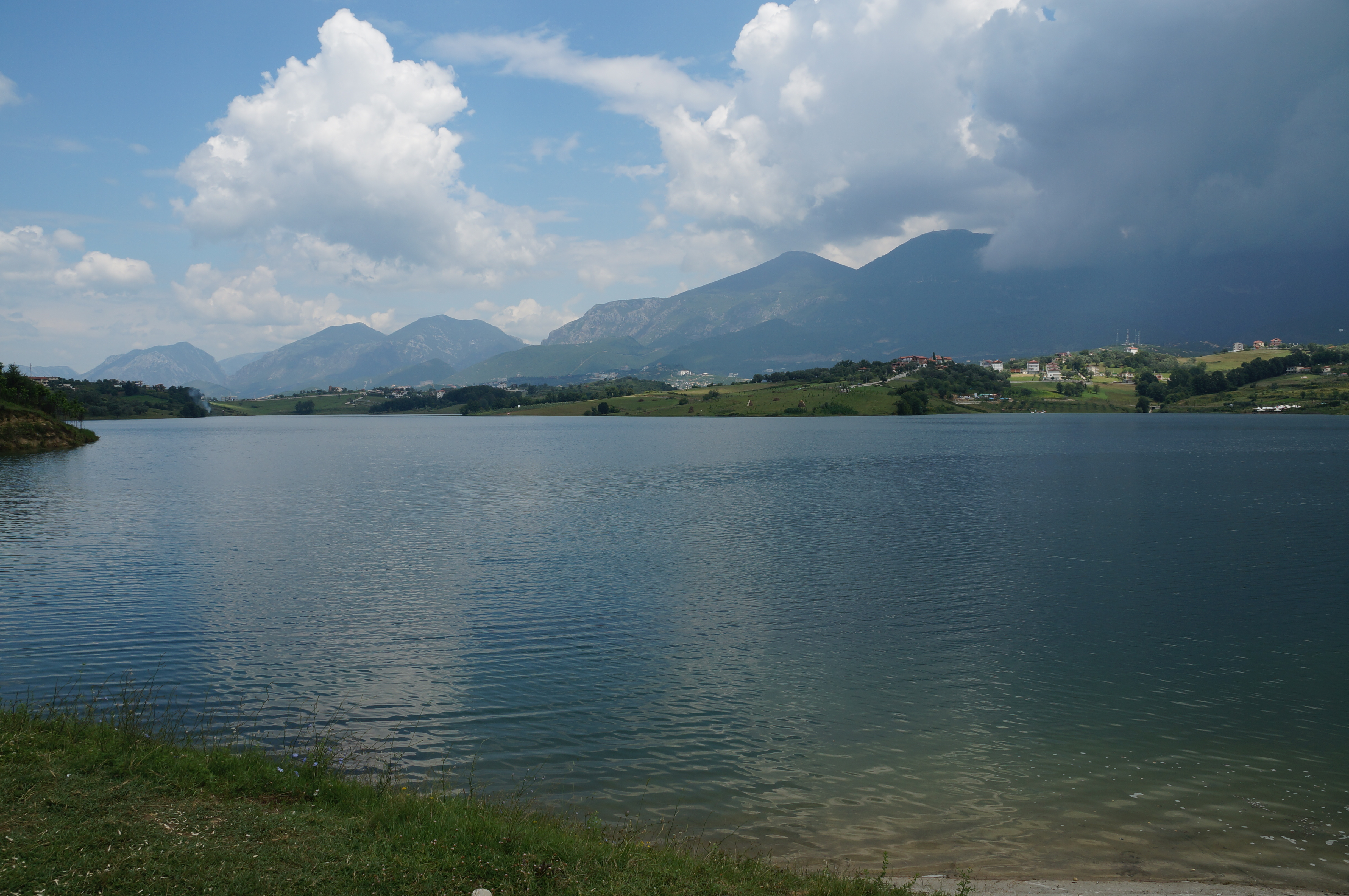
Озеро Фарка
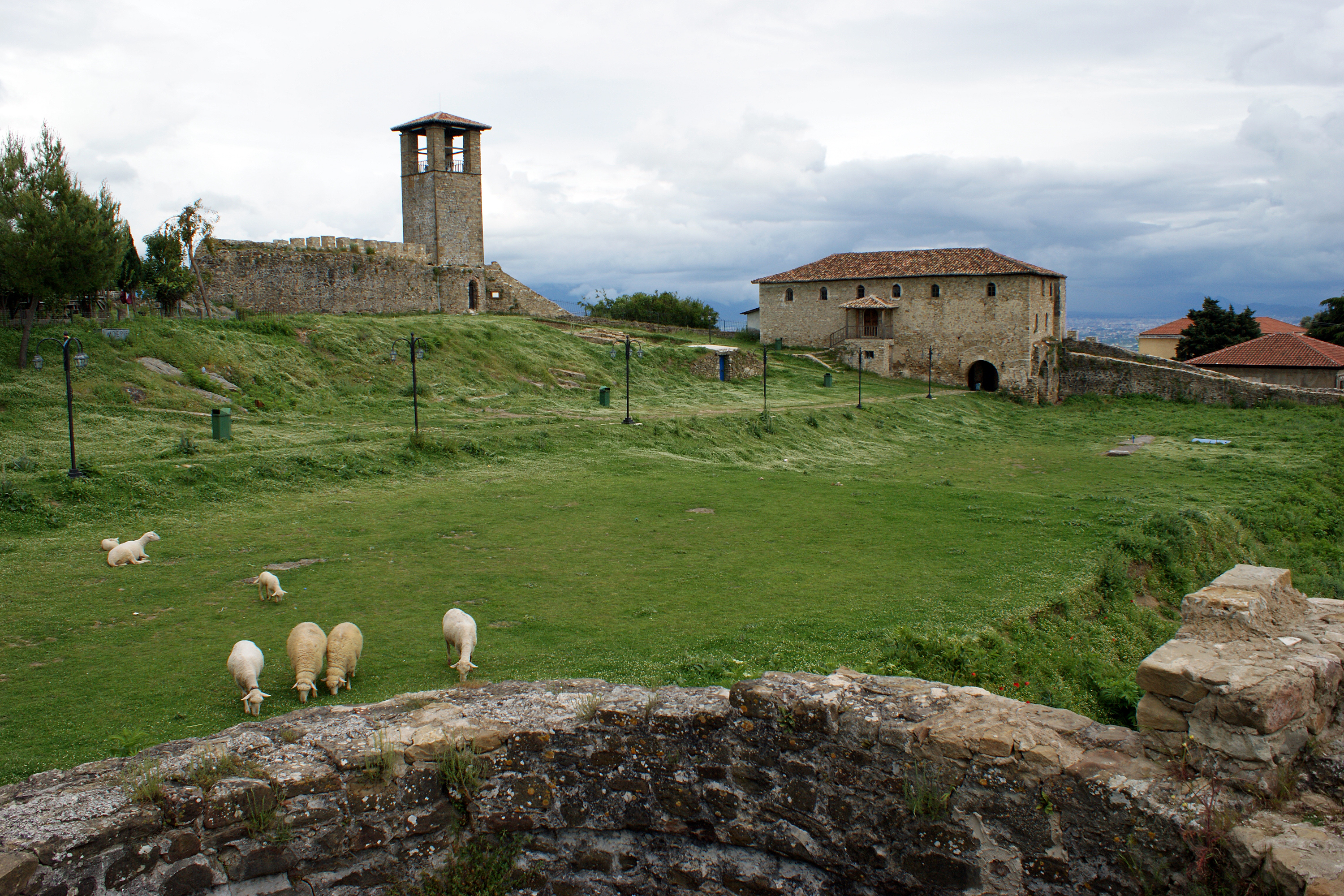
Замок Преже
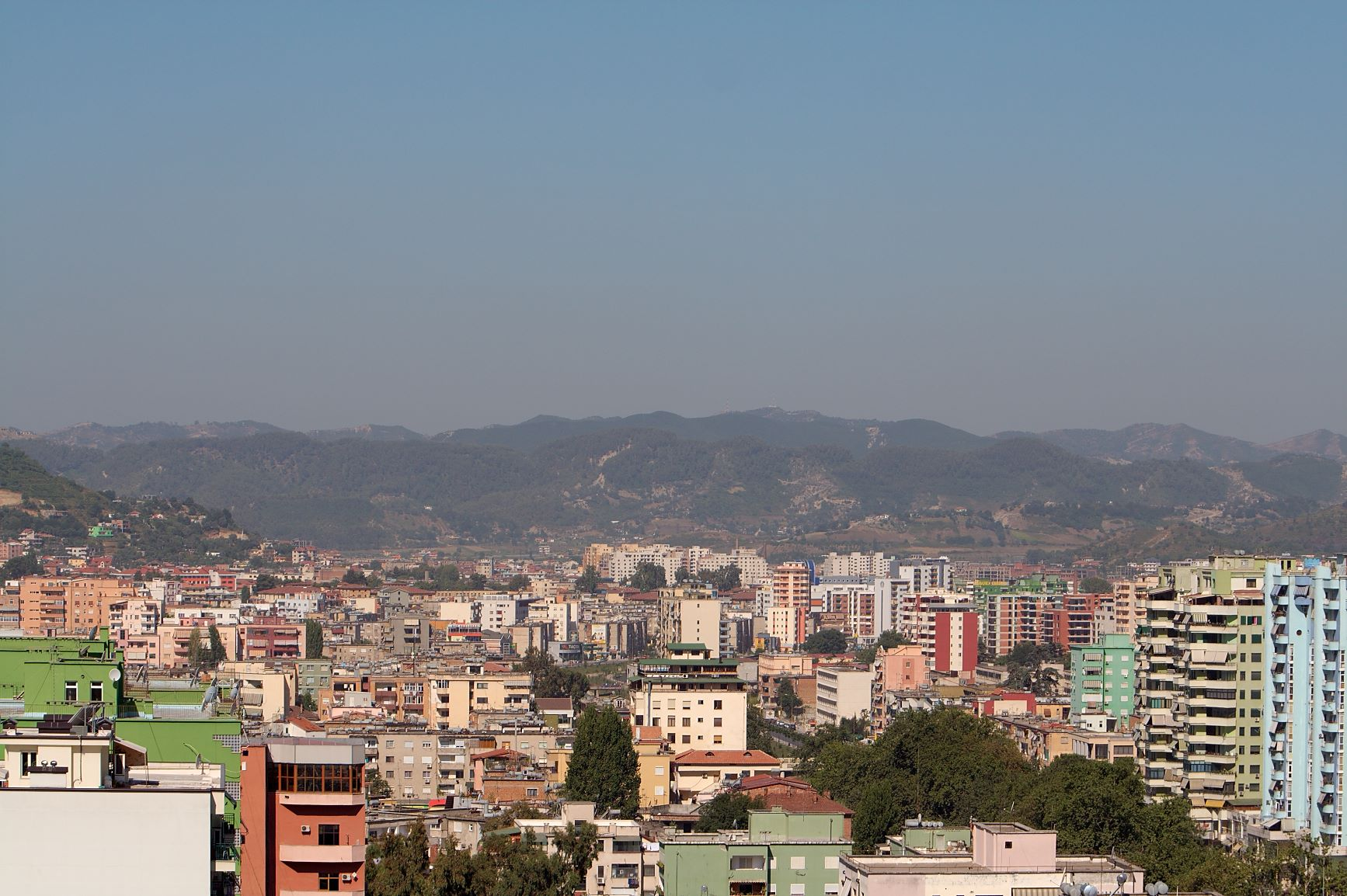